# Церковь Вознесения Господня (Теряево)
Церковь Вознесения Господня (Ильинская) — православный храм в селе Теряево Волоколамского городского округа Московской области, в 1,5 км восточнее Иосифо-Волоцкого монастыря. Относится к Волоколамскому благочинию Одинцовской епархии Русской православной церкви.

## История
В писцовых книгах 1625 года упоминается Пречистыя Богородицы Иосифова монастыря вотчина подмонастырская слобода, что была деревня Теряева, Дорок тож Сестринского стана Рузского уезда. В 1670 году в этой слободе была построена церковь Ильи пророка, приписанная в 1684 году к Волоколамской десятине.

…в подмонастырской слободе, что была деревня Теряева, Дорок тож, церковь деревянная во имя пророка Илии об одной главе крыта тёсом по шатровому, на главе крест железной местами золочен; с трех сторон паперти, с паперти к колокольне переход; колокольня крыта тёсом, рублена в лапу…— переписная книга Волоколамского уезда 1703 г.

…вышеписанная церковь построена и освящена во 178 году при святейшем Иосифе патриархе, по челобитью вышеписаннаго монастыря архимандрита Герасима с братиею…— Патр. прик. св. 449, № дела 825
В 1812—1825 годах на месте деревянной Ильинской церкви возведена каменная пятиглавая церковь Вознесения Господня в духе классицизма. В конце XIX века колокольня и трапезная с приделами иконы Божией Матери «Всех Скорбящих Радость» и Пророка Илии были перестроены в русском стиле.
21 октября 1937 года были арестованы настоятель Вознесенского храма протоиерей Николай Виноградов, диакон храма Пётр Смирнов и вместе с ними мирянин Гавриил Безфамильный. 27 ноября 1937 года Виноградов, Безфамильный вместе с протоиереем Димитрием Лебедевым — настоятелем церкви Введения во храм Пресвятой Богородицы в соседнем селе Спирово — были расстреляны и погребены в безвестной общей могиле на полигоне Бутово под Москвой. Мученики за веру канонизированы Архиерейским собором Русской православной церкви в 2000 году.
В конце 1930-х годов закрыта и занята гаражом, после чего заброшена, разграблена и постепенно начала превращаться в руины. Колокольня и основной храм находятся в удручающем состоянии. В 2005 году произошло обрушение четверика. Богослужения совершаются в трапезной, в которой в годы советской власти находился хлев. 